# Abraham de Moivre
Abraham de Moivre (Vitry-le-François, 1667. május 26. – London, 1754. november 27.) francia matematikus. Leginkább a de Moivre-képletről nevezetes, amely összekapcsolja a komplex számokat a trigonometriával, illetve a normál eloszlással kapcsolatos munkáiról. 1697-ben a Royal Society tagja lett; barátai között voltak Isaac Newton, Edmund Halley és James Stirling.
De Moivre apja sebész volt, aki a sedani protestáns akadémiára küldte a fiát (1678–82). De Moivre logikát tanult Saumurban (1682–84), a párizsi Collège de Harcourt-ban fizikát tanult, és Jacques Ozanamtől magánórákat vett matematikából (1684–85). Úgy tűnik, hogy de Moivre nem szerzett diplomát.
De Moivre kálvinista volt. Amikor XIV. Lajos 1685-ben visszavonta a nantes-i ediktumot, hite miatt a St. Martin börtönbe került. Egyes életrajzírók szerint még ebben az évben elhagyta Franciaországot, mások szerint csak 1688-ban szabadult és ekkor emigrált. Élete hátralevő részét Angliában töltötte, ahol magántanításból élt. Egész életében szegény maradt. Egyesek szerint törzsvendég volt egy kávéházban, ahol sakkjátékkal egészítette ki jövedelmét.
De Moivre könyvet írt a valószínűségszámításról, The Doctrine of Chances (Az eshetőségek tana) címmel, amely 1716-ban jelent meg. Állítólag a szerencsejátékosok nagyra tartották a művet. Tanulmányozta a halandósági statisztikákat és ő állította fel az annuitások elméletét.

## Fordítás
- Ez a szócikk részben vagy egészben  az   Abraham de Moivre című angol Wikipédia-szócikk ezen változatának fordításán alapul.  Az eredeti cikk szerkesztőit annak laptörténete sorolja fel. Ez a jelzés csupán a megfogalmazás eredetét és a szerzői jogokat jelzi, nem szolgál a cikkben szereplő információk forrásmegjelöléseként.